# Adam Brodecki
Pour le joueur de hockey sur glace, voir Adam Brodecki (hockey sur glace).
Adam Brodecki, né le 1er octobre 1949 à Łódź et mort le 17 octobre 2010 à Kielce, est un patineur artistique et un homme politique polonais.

## Biographie

### Carrière sportive
Adam Brodecki termine 11e en couple aux Jeux olympiques d'hiver de 1972 à Sapporo. Il participe également à quatre Championnats du monde de 1971 à 1974 et six Championnats d'Europe (en 1968, de 1970 à 1972 et de 1974 à 1975).

### Reconversion
Membre du Parti ouvrier unifié polonais, il est membre de la Diète de Pologne de 1989 à 1991.

## Palmarès
Avec deux partenaires:
- Halina Pawlina (1 saison : 1965-1966)
- Grażyna Kostrzewińska (8 saisons : 1967-1975)

| Jeux olympiques d'hiver |    |  |     |    |     |     | 11e |     |     |    |  |  |  |  |
| Championnats du monde   |    |  |     |    |     | 10e | 12e | 16e | 12e |    |  |  |  |  |
| Championnats d’Europe   |    |  | 19e |    | 12e | 8e  | 8e  |     | 10e | 9e |  |  |  |  |
| Championnats de Pologne | 2e |  | 2e  | 2e | 2e  | 1er | 1er |     | 2e  | 2e |  |  |  |  |
|                         |    |  |     |    |     |     |     |     |     |    |  |  |  |  |